# 국도 제91호선 (이란)
국도 제91호선(페르시아어: جاده 91, Road 91)은 호라산에라자비주 페이자바드에서 출발하여 케르만과 반다르아바스를 거쳐 호르모즈간주의 자스크까지 이어주는 총 연장 1,720 km 거리를 가진 이란의 일반 국도이다. 그러나 이 국도는 아시안 하이웨이 78호선의 일부이기도 하며, 총 연장으로 따질 때 이란의 최장 거리 일반 국도 노선이기도 하며 일본 4번 국도는 물론 한국 77번 국도보다도 더 긴 편에 속하고 있다.